# Gmina Kazimierza Wielka
Die Gmina Kazimierza Wielka [kaʑiˈmʲɛʐa ˈvʲɛlka] ist eine Stadt-und-Land-Gemeinde im Powiat Kazimierski der Woiwodschaft Heiligkreuz in Polen. Sitz des Powiats und der Gemeinde ist die gleichnamige Stadt mit etwa 5650 Einwohnern.

## Geographie
Die Gemeinde liegt im südlichen Teil der Woiwodschaft in den Niederungen der Nida. Zu den Gewässern gehört die Nidzica.

## Geschichte
Von 1975 bis 1998 gehörte die Gemeinde zur Woiwodschaft Kielce.
Ihre Einwohnerzahl sank von 18.050 im Jahr 2002 auf 16.637 im Jahr 2008 und betrug Ende 2016 noch 16.379.

### Städtepartnerschaften
Partnerschaften bestehen mit Altenstadt (Hessen) und Butschatsch (Ukraine).

## Gliederung
Zur Stadt-und-Land-Gemeinde Kazimierza Wielka gehören neben der Stadt 42 Dörfer mit Schulzenämtern:
Boronice, Broniszów, Chruszczyna Mała, Chruszczyna Wielka, Cudzynowice, Cło, Dalechowice, Donatkowice, Donosy, Gabułtów, Głuchów, Gorzków, Gunów-Kolonia, Gunów-Wilków, Góry Sieradzkie, Hołdowiec, Jakuszowice, Kamieńczyce, Kamyszów, Kazimierza Mała, Krzyszkowice, Lekszyce, Łękawa, Łyczaków, Marcinkowice, Nagórzanki, Odonów, Paśmiechy, Plechów, Plechówka, Podolany, Sieradzice, Skorczów, Stradlice, Słonowice, Wielgus, Wojciechów, Wojsławice, Wymysłów, Zagórzyce, Zięblice und Zysławice.

## Bildung
Die Gemeinde verfügt über zwei Mittelschulen (gimnazjum) und zehn Grundschulen.